# Битка код Керестинца (1573)
Битка код Керестинца (1573) била је део хрватскословеначке сељачке буне 1573.

## Увод

### Буна
Хрватско-словеначка сељачка буна 1573. избила је као последица тешког положаја хрватских и словеначких кметова у каснијем раздобљу феудализма. Племство и свештенство, на које се у борби против Турака и кметова ослањала краљевска власт, уживало је привилегије и сва политичка права, док је сасвим бесправно сељаштво сносило све пореске терете државе и цркве, посебно тешке урбаријалне намете властеле (кулук, тлака). Уз то, сељаштво је највише било изложено пустошењима Турака, па је подносило и знатан терет борбе против њих.
Устанак је избио 29. јануара 1573. истовремено у целом Хрватском Загорју и јужно од Саве на подручју: Мокрице, Самобор, Окић, Јастребарско, а у Штајерској од Бизељског до Подчетртка, ширећи се према Брежицама. Грегорић је са одредом освојио Цесарград уз помоћ бизељских кметова.

### Поход у Штајерску
Буна словеначких кметова, под вођством бравара Павла Штерца и обућара Кукеца, проширила се 1. фебруара од Куншперка до Пилштања. Грегорић је 2. фебруара допро са одредом до ушћа Сутле у Саву, овладао прелазима код Мокрица и 3. фебруара упао у Брежице, не заузевши тамошњи замак. Продужио је за Видем, ојачан брежичким кметовима; Кршко му се предало 4. фебруара без борбе и одатле је упутио јачи део (преко 2.000 људи) под капетаном Николом Купинићем долином Крке према Новом Месту, ради окупљања тамошњих словеначких кметова и придобијања сељака и ускока у Жумберку и Метлики. Грегорић је са 5-6.000 људи наставио наступање левом обалом Саве према Севници.

### Хрватска војска у 16. веку
Хрватску војску средином 16. века (након 1553) чинила су 3 дела:
- стајаћа, плаћеничка војска у Војној крајини, под командом Врховног Капетана (нем. оberster Feldhauptman), а од 1569. двојице потпуковника (нем. Oberstlieutnant) (за Хрватску и Славонију) које поставља лично краљ: 4.200 најамника (200 оклопних коњаника-аркебузира, 1.000 немачких и 1.000 домаћих пешака-харамија о трошку краља и сталежа Крањске и Штајерске, 600 лаких коњаника (хусара) и 400 харамија о трошку бана, и још 1.050 војника о трошку Врховног Капетана-који је морао бити знатан великаш). Осим тога, сво становништво Војне крајине било је ослобођено феудалних намета и подељено у војводства, која су у случају узбуне давала још 30-40 чета неплаћене народне војске-око 2.000 харамија и 500 хусара. Пешаци крајишке војске називали су се харамијама или ускоцима, и били су већином наоружани ватреним оружјем; од 3.000 харамија у Војној крајини у 16. веку, плаћених пребега (ускока) било је око 1.000, остатак су чинили домаћи људи.[4]
- феудална војска, тзв. бандерије, коњички одреди бана и појединих великаша. Хрватска је 1492. имала 20 бандерија (по 500 људи) са око 10.000 коњаника. Због турског освајања, средином 16. века број бандерија је спао на 12, а њихова величина на 400 људи (200 оклопника и 200 хусара)-укупно мање од 5.000 коњаника: после пораза у бици на Крбавском пољу 1493, ниједан великаш осим бискупа, кнезова Зринских и Франкопана није могао да скупи потпуну бандерију.[5]
- општи позив, тзв. општи, земаљски или пучки устанак (лат. insurrectio, generalis expeditio), на који се мора лично одазвати сваки племић и слободњак, и опремити 1 коњаника (са копљем, мачем и штитом) на 10 кметовских димњака, а на сваки димњак по 1-2 пушкара или стрелца.[5]

### Супротстављене снаге
Пошто је сељачка буна у суштини била грађански рат у Хрватској, то су се на бојиштима сукобили разни делови хрватске војске. Битке код Керестинца и Мокрица биле су у суштини борба кметовског дела општег позива против неколико племићких бандерија.

#### Господа
Током буне 1573., због немира међу кметовима није било могуће подићи општи позив, а Гашпар Алапић није могао да располаже најамничком војском са границе, која је била под командом краљевских официра (већином Немаца): тако су му остале само племићке бандерије. Познато је да је подбан за ову битку окупио своје и сестрине вазале, туропољске племиће и део коњаника Зринских: у свему могао је имати највише 3 непотпуне бандерије-око 600 до 1.200 коњаника.

#### Побуњени сељаци
Против Алапића код Керестинца и Мокрица борили су се кметови из Окића и Јастребарског: њихов број Алапић је процењивао на око 3.000. Већина кметова имала је бар неког ратног искуства, служећи у општем позиву против Турака као пешаци-копљаници и пушкари (по 1-2 из сваке куће) и лаки коњаници (по 1 на 10 домова). Такође, стубички и суседградски кметови борили су се у служби Хенинговаца у њиховом приватном рату против Тахија и бана Петра Ердедија: тако су Хенинговци наоружали 800 kmетова за освајање замка у Стубици (27. јануара 1565), а подбан Амброз Грегоријанец наоружао је чак 3.000 kmетова за битку против банске војске код Суседграда (3. јула 1565.-коју су кметови мимо свих очекивања добили.).
Међутим, у тренутку побуне, највећи део оружја и муниције сељачке народне војске био је ван домашаја побуњеника-у утврђеним замковима господара. Једини замкови освојени током буне били су Цесарград (пао 29. јануара) и Кршко (предало се 4-5. фебруара), где су кметови свакако заробили нешто пушака, сабаља, копаља и неколико (8—10) лаких топова-лубарди. Међутим, оружје из Цесарграда подељено је између Грегорићеве и Гупчеве војске у Стубици, а оно из Кршког између Грегорићевог и Купинићевог одреда, а муниције и барута било је мало. Према томе, већина сељака били су пешаци наоружани секирама, млатовима и косама, са нешто пушака (и врло мало муниције), а највише 10% могли су се борити као лаки коњаници (свакако са непотпуном опремом). У недостатку пушака, лук и стрела још увек су били популарно оружје кметова у народној војсци (општем позиву). Ова група сељака вероватно је била слабије наоружана од осталих (Грегорићевих и Гупчевих) и није имала топова, пошто за разлику од Грегорићеве војске још није била освојила ниједан град.

## Битка
На вест о паду Цесарграда (29. јануара), који је био својина Јане Алапић-Ердеди (удовице бана Петра Ердедија), подигли су се кметови из Окића, Самобора, Јастребарског и Керестинца и кренули у Крањску, да се споје са Грегорићевом војском и штајерским устаницима. За то време, баницин брат, подбан Гашпар Алапић окупио је феудалну коњицу Зринског и грофице Ердеди и туропољске племиће и изненадио је побуњенике на путу за Крањску: 6. фебруара разбио је код Керестинца групу окићких кметова, а потом истог дана и другу код Мокрица. Битка је трајала око 3 часа, посечено је око 500-600 kметова, а губици племића били су мали.

## Последице
Након две лаке победе, Гашпар Алапић се спојио са остатком банске и крајишке војске у Загребу: са скоро 5.000 увежбаних војника био је спреман да нападне главно устаничко упориште у Доњој Стубици. Одлука је пала 3 дана касније у бици код Стубице 9. фебруара 1573.